# プリティ・イン・ニューヨーク
『プリティ・イン・ニューヨーク』（原題：You Stupid Man）は、アメリカ合衆国、ドイツの映画作品。

## キャスト
| 役名       | 俳優                       | 映画版吹替 | 配信版吹替 |
| ---------- | -------------------------- | ---------- | ---------- |
| オーウェン | デヴィッド・クラムホルツ   | 落合弘治   | 庄司然     |
| ナディーン | ミラ・ジョヴォヴィッチ     | 本田貴子   | 章翔サリナ |
| クロエ     | デニース・リチャーズ       | 甲斐田裕子 | おおたいお |
| ブレイディ | ウィリアム・ボールドウィン | 土師孝也   | 安田桂     |
| ダイアン   | ジェシカ・コーフィール     | 渕崎ゆり子 | 友野恵     |
| ジャック   | ダン・モンゴメリー・Jr     | 鈴木正和   | 小川豪範   |

- ＜映画版＞その他の声の吹き替え：小野塚貴志／青山桐子／内海魁人／米村千冬／魚建／中國卓郎／松木伸仁／広瀬未来／浅井晴美／鍋田カホル